# Heradida loricata
Heradida loricata är en spindelart som beskrevs av Simon 1893. Heradida loricata ingår i släktet Heradida och familjen Zodariidae. Inga underarter finns listade i Catalogue of Life.